# Baliza
Baliza is een gemeente in de Braziliaanse deelstaat Goiás. De gemeente telt 3.679 inwoners (schatting 2009).